# Miklós Bánffy
Miklós Bánffy (Kolozsvár, 30 dicembre 1873 – Budapest, 5 giugno 1950) è stato uno scrittore e politico ungherese.
In ungherese: Losonczi gróf Bánffy Miklós.
Appartenente ad una nobile famiglia della Transilvania, diventa membro del parlamento ungherese nel 1901, poi ministro degli esteri nel 1921, dopo la caduta dell'Impero austro-ungarico, nonostante la sua scarsa simpatia per il regime dell'ammiraglio Miklós Horthy. Dopo il fallimento di tutti i suoi sforzi per ottenere la revisione delle frontiere stabilite con i trattati della prima guerra mondiale, preferisce lasciare il governo.
Tra il 1934 e il 1940 scrive una vasta trilogia transilvana in cui descrive la caduta del mondo aristocratico ungherese e in particolare quello della sua regione natale, sin dagli anni precedenti la Prima Guerra Mondiale.

## Opere
La trilogia transilvana (Az Erdélyi Trilógia):
- Megszámláltattál (1934), trad. Dio ha misurato il tuo regno, Einaudi, 2010
- És híjjával találtattál (1937)
- Darabokra szaggattatol (1940)